# Richard Beauchamp (évêque)
Pour les articles homonymes, voir Richard Beauchamp et Beauchamp.
Richard Beauchamp (mort en 1481) est un prélat médiéval, évêque d'Hereford et de Salisbury.
Beauchamp est le fils de Walter Beauchamp, Speaker à la Chambre des Communes (en) en 1416. Il a fait ses études à Oxford.
Après avoir été archidiacre de Suffolk (en), à partir de 1441 environ, Beauchamp est nommé au siège d'Hereford le 4 décembre 1448 et consacré en tant qu'évêque le 9 février 1449.
Beauchamp est transféré au siège de Salisbury le 14 août 1450 et en 1477 il obtient la nouvelle charge de Chancelier de l'Ordre de la Jarretière (en), pour lui et ses héritiers.
Beauchamp meurt le 18 octobre 1481 et est inhumé dans une chantry chapel (en) élaborée de style gothique à l'est de la cathédrale. Démolie à la fin du XVIIIe siècle, ses restes ont été transférés à l'intérieur de la cathédrale.